# Progressive Damping System
PDS staat voor: Progressive Damping System of Position Dependend Suspension system.
Dit is een veersysteem van de firma WP Suspension (voor 1991 White Power) voor enduro- en crossmotoren dat geen gebruik maakt van een linksysteem, maar waarbij alle progressiviteit uit de schokdemper zelf komt. Het werd gebruikt op de Husaberg- en KTM-modellen van 1999 en later.